# Pleiomorpha symmetra
Pleiomorpha symmetra är en fjärilsart som beskrevs av Lajos Vári 1961. Pleiomorpha symmetra ingår i släktet Pleiomorpha och familjen styltmalar. Inga underarter finns listade i Catalogue of Life.